# Bailarín Apocalíptico
Bailarín Apocalíptico es el sexto disco de estudio de la banda argentina Los Caligaris, el cual fue lanzado a fines de 2011 e incluye 13 canciones. Entre sus cortes de difusión se encuentran "Razón", "Entre vos y yo" y el homónimo "Bailarín Apocalíptico". 

## Lista de temas
1. Bailarín Apocalíptico
2. Razón
3. El secreto
4. Vereda
5. Pecado de juventud
6. Rimas perfectas
7. Infierno
8. Purgatorio
9. Tras las sierras
10. Cicatriz
11. Entre vos y yo
12. La carta
13. Un elefante en un pesebre